# Oligosoma otagense
Oligosoma otagense là một loài thằn lằn trong họ Scincidae. Loài này được Mccann mô tả khoa học đầu tiên năm 1955.

## Hình ảnh

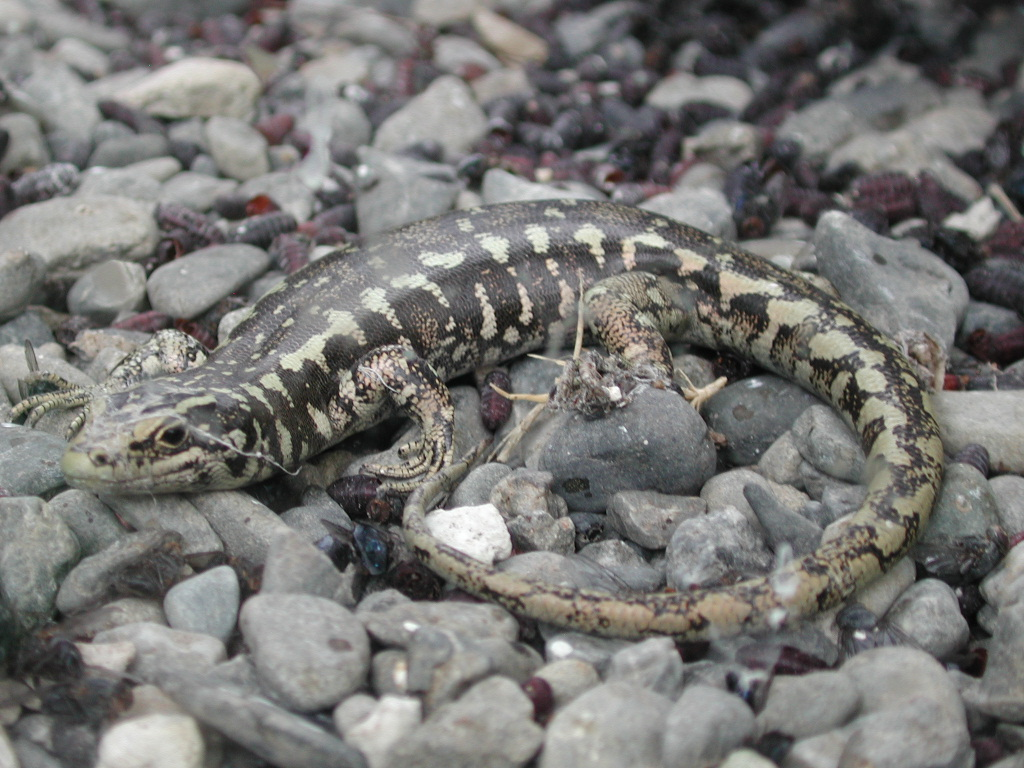